# Niviventer fulvescens
Niviventer fulvescens es una especie de roedor de la familia Muridae. Conocido como rata de vientre blanco castaño.Es un roedor pequeño con una capa superior de castaño brillante y una capa inferior blanca. El color de la capa superior varía de muy brillante a marrón más opaco. El lado del cuerpo tiene un margen distinto donde se unen la parte superior y la capa inferior. El lado superior de la cola es mayormente parduzco, mientras que el lado inferior es de color blanquecino a color carne. La especie se encuentra principalmente en hábitats forestales perturbados y no perturbados. Se sabe que la especie dispersa semillas acumuladas en los bosques del este del Himalaya.

## Distribución geográfica
Se encuentra en Bangladés, Camboya, China, India, Indonesia, Laos, Malasia, Nepal,  Pakistán, Tailandia, y Vietnam.